# Elkton Armory
Die Elkton Armory ist ein Arsenal der Nationalgarde  in Elkton im Cecil County, Maryland. Es ist als Kulturdenkmal im National Register of Historic Places (NRHP) verzeichnet.

## Geschichte
Die Elkton Armory wurde im Jahr 1915 erbaut, wobei die Baukosten bei 39.000 US-Dollar lagen, und diente unterschiedlichen Kompanien der 29. Infanterie-Division der Nationalgarde als Arsenal. In den Räumlichkeiten fanden im Verlauf der Geschichte mehrere Gemeindeveranstaltungen statt. In den 1940er Jahren entstand in der Exerzierhalle der Elkton Armory die erste Bowlingbahn des Cecil Countys. Außerdem diente das Arsenal in Katastrophenfällen als Operationsort, so wurden hier nach dem Absturz des Pan-Am-Flug 214 nahe Elkton im Dezember 1963 alle Todesopfer vorübergehend aufbewahrt.
Am 25. September 1985 wurde die Elkton Armory in das NRHP aufgenommen.
Im August 2017 stufte das Maryland Military Department die Elkton Armory als eine überschüssige Liegenschaft ein. Nachdem die Stadt Elkton keine Bundeszuschüsse für den Neubau eines Gemeindezentrums erhalten hatte, beschloss der Rat im September 2017 stattdessen, zu diesem Zweck das Arsenal der Nationalgarde für knapp 800.000 US-Dollar zu kaufen.

## Baubeschreibung
Die Elkton Armory ist zweistöckig und vollständig unterkellert. Die Mauern bestehen aus Ziegelstein und sind mit grauem Granit verkleidet. Die Frontfassade blickt nach Süden und wird von zwei Seitentürmen flankiert. Ihre Gestaltung lehnt sich an den Stil mittelalterlicher Burgen an.